# Chetogena flavocincta
Chetogena flavocincta är en tvåvingeart som först beskrevs av Robineau-desvoidy 1863.  Chetogena flavocincta ingår i släktet Chetogena och familjen parasitflugor.
Artens utbredningsområde är Frankrike. Inga underarter finns listade i Catalogue of Life.